# Premier Intermediate League
La Premier Intermediate League, fino al 2016 nota come Intermediate League, è la terza divisione del campionato nordirlandese di calcio e dal 2016 è posto sotto l'egida della Northern Ireland Football League, che ne ha rilevato l'organizzazione dalla Irish Football Association.

## Squadre 2021-2022
Squadre partecipanti alla stagione 2019-2020.
- Armagh City
- Banbridge Town
- Bangor
- Dollingstown
- Limavady Utd
- Lisburn Distillery
- Moyola Park
- Newington Youth
- Portstewart
- PSNI
- Tobermore United